# Wurzen
Wurzen est une ville de Saxe (Allemagne), située dans la moitié nord de l'arrondissement de Leipzig, dans le district de Leipzig. Avec sa cathédrale Sainte-Marie, c'est un chef-lieu de diocèse depuis le XIe siècle, le Wurzener Land.

## Géographie
Wurzen se trouve sur la rive est de la rivière Mulde, à 30 km à l'est de Leipzig, le long de la première ligne de chemin de fer de Saxe de Leipzig à Dresde et de la Bundesstraße 6. La Route fédérale 107 contourne la ville par l'ouest. Au sud-est, un faubourg est attenant à la clairière de Wermsdorf, où le Mühlbach prend sa source. La rocade de l'A 14 se rattrape à hauteur de Grimma (à 20 km).

## Histoire
| Appartenances historiques Principauté épiscopale de Misnie 1230-1581 Électorat de Saxe 1581-1806 Royaume de Saxe 1806–1918 République de Weimar 1918–1933 Reich allemand 1933–1945 Allemagne occupée 1945–1949 République démocratique allemande 1949–1990 Allemagne 1990–présent |

## Jumelages
La ville de Wurzen est jumelée avec :
- Barsinghausen (Allemagne)
- Warstein (Allemagne)
- Tamási (Hongrie)

## Personnalités liées à la ville
- Eduard Wagner (1868-1943), homme politique, mort à Wurzen.
- Otto Georg Thierack (1889-1946), homme politique, né à Wurzen.
- Klaus Köste (1943-2012), gymnaste est-allemand, mort à Wurzen.